# Aqueela Zoll
Aqueela Zoll (* 17. Dezember 1988 in Redding, Kalifornien) ist eine US-amerikanische Schauspielerin, Filmschaffende und Model.

## Leben
Zoll wurde am 17. Dezember 1988 in Redding als Tochter von Cynthia Ann Grey und Daniel Eric Zoll geboren. Sie hat zwei jüngere Schwestern, mit denen sie bereits im Kindesalter gemeinsam schauspielerische Erfahrungen sammelte und im Tanzstudio der Großmutter tanzte. 2007 machte sie ihren Abschluss an der Shasta High School. Danach erwarb sie in zwei Wochen eine Lizenz zur Kosmetikerin und studierte für zwei Jahre am Shasta College. Danach zog sie nach Long Beach, um eine Krankenpflegeschule zu besuchen, merkte aber schnell, dass dieser Beruf nichts für sie ist. Gemeinsam mit ihrer Mitbewohnerin erstellte sie eine Werbemappe und erhielt schon bald erste Angebote als Model und Schauspielerin. Seit dem 15. Juli 2017 ist sie mit dem Fotografen, kreativen Produzenten und Stuntman Ryan Gunnarson verheiratet.

## Karriere
Bereits 2009 gab Zoll ihr Fernsehschauspieldebüt in einer Episode der Fernsehserie The CollegeHumor Show. Es folgten in den nächsten Jahren Besetzungen überwiegend in Kurzfilmen sowie 2013 eine Nebenrolle im Film Coherence. 2014 stellte sie im Film Wrong Turn 6: Last Resort die Rolle der Toni dar. Im selben Jahr wirkte sie im Musikvideo zum Lied Machines der Band Crown the Empire mit. Im Folgejahr folgten zwei weitere Darstellungen in Musikvideos derselben Bands, dieses Mal für die Lieder Rise of the Runaways und Satellites. Von 2014 bis 2017 verkörperte sie die Rolle der Eve in insgesamt 22 Episoden der Fernsehserie Bad Timing. 2015 war sie in Hänsel vs. Gretel in der Rolle der Willy zu sehen. In der Rolle der Cameron Hicks spielte sie eine der Hauptrollen im Film Flight World War II – Zurück im Zweiten Weltkrieg, der ebenfalls 2015 erschien. 2016 spielte sie in zehn Episoden der Miniserie Rush: Inspired by Battlefield die Rolle der Savannah Avery. Nach einem Agenturwechsel spielte sie 2019 in der Rolle der Wrestlerin Kirsten im Film Fighting with My Family an der Seite von Dwayne Johnson und Lena Headey in ihrer bis dato größten Filmproduktion mit. 2020 war sie in der Serie Filthy Rich als Rachel zu sehen. Von 2020 bis 2021 fungierte sie in der Fernsehserie  Wisdom Goes Viral in 12 Episoden als Regisseurin und Produzentin.

## Filmografie (Auswahl)

### Schauspiel
- 2009: The CollegeHumor Show (Fernsehserie, Episode 1x05)
- 2011: Tomorrow's End
- 2012: Killjoy Goes to Hell
- 2012: Call to Action (Kurzfilm)
- 2012: Flower (Kurzfilm)
- 2013: Ctadc (Kurzfilm)
- 2013: Coherence
- 2014: Fried: The Autobiography of Louie B. Mayer
- 2014: Bad Timing: The Series (Fernsehfilm)
- 2014: Chosen (Fernsehserie, Episode 3x02)
- 2014: CollegeHumor Originals (Fernsehserie, 2 Episoden)
- 2014: Crazy Charlie (Kurzfilm)
- 2014: Wrong Turn 6: Last Resort
- 2014: The Interview (Kurzfilm)
- 2014: Los Lost Ones
- 2014–2017: Bad Timing (Fernsehserie, 22 Episoden)
- 2015: Darkstar (Kurzfilm)
- 2015: Hänsel vs. Gretel (Hansel vs. Gretel)
- 2015: Flight World War II – Zurück im Zweiten Weltkrieg (Flight World War II)
- 2015: Axiom (Kurzfilm)
- 2015: From Here (Kurzfilm)
- 2015: Diary of a Psychopath (Kurzfilm)
- 2015: American Dream (Fernsehserie)
- 2016: Rush: Inspired by Battlefield (Miniserie, 10 Episoden)
- 2016: Zinfandel (Kurzfilm)
- 2017: Dances with Werewolves
- 2017: Slamma Jamma
- 2017: Dirty Lies
- 2017: Kinesthesia (Kurzfilm)
- 2019: Fighting with My Family
- 2020: Die LMAA-Liste (The F**k-It List)
- 2020: Filthy Rich (Fernsehserie, 10 Episoden)
- 2022: Dog – Das Glück hat vier Pfoten (Dog)

### Filmschaffende
- 2020–2021: Wisdom Goes Viral (Fernsehserie, 12 Episoden; Regie und Produktion)